# Andira
Andira är ett släkte av ärtväxter. Andira ingår i familjen ärtväxter.

## Bildgalleri

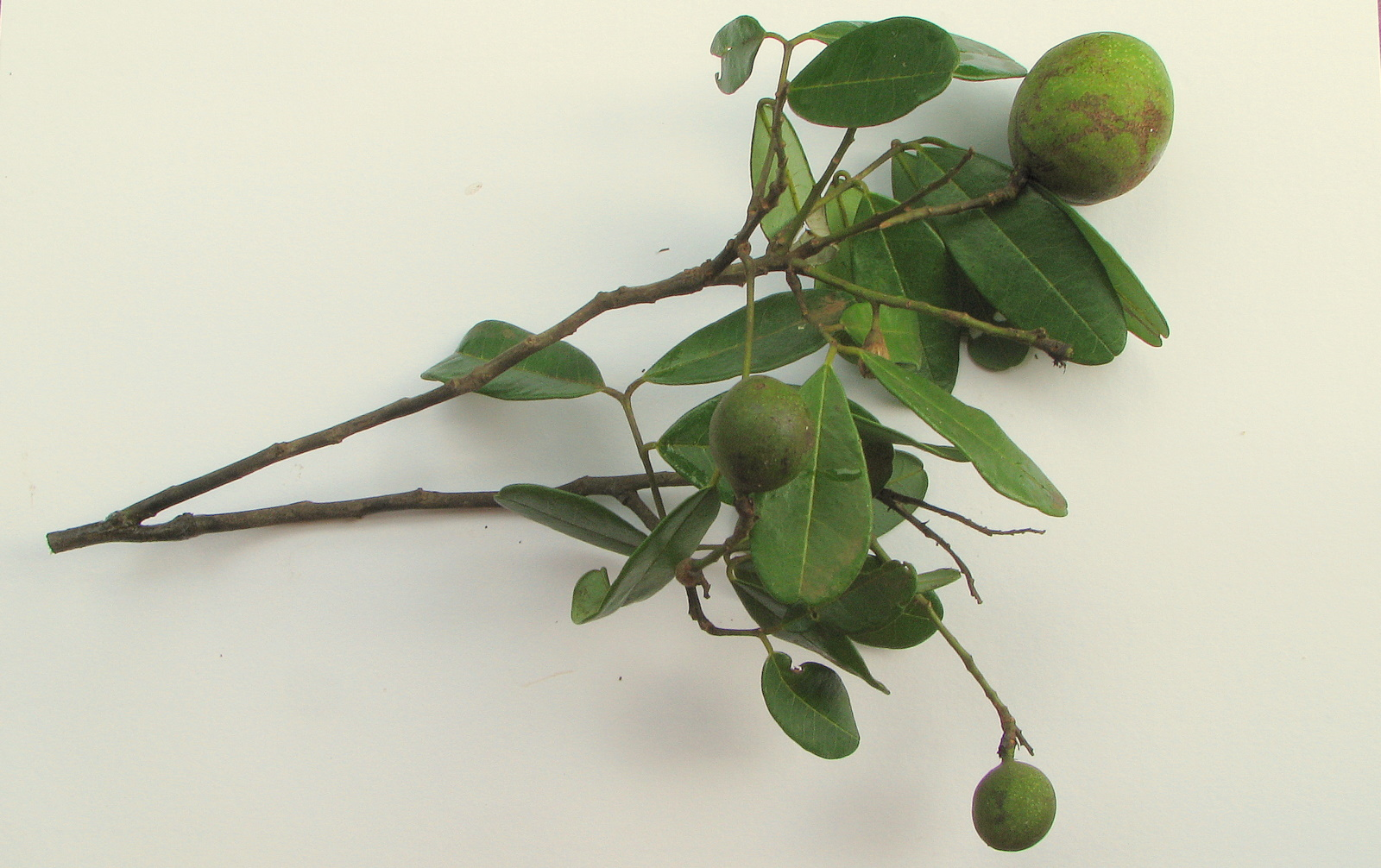
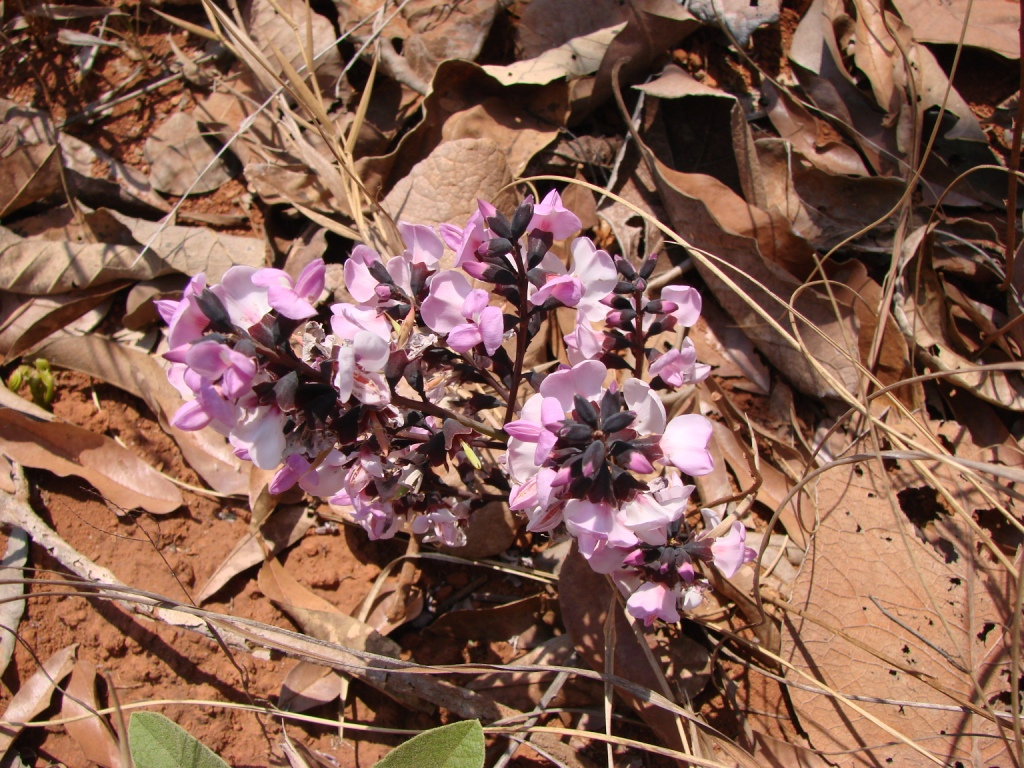
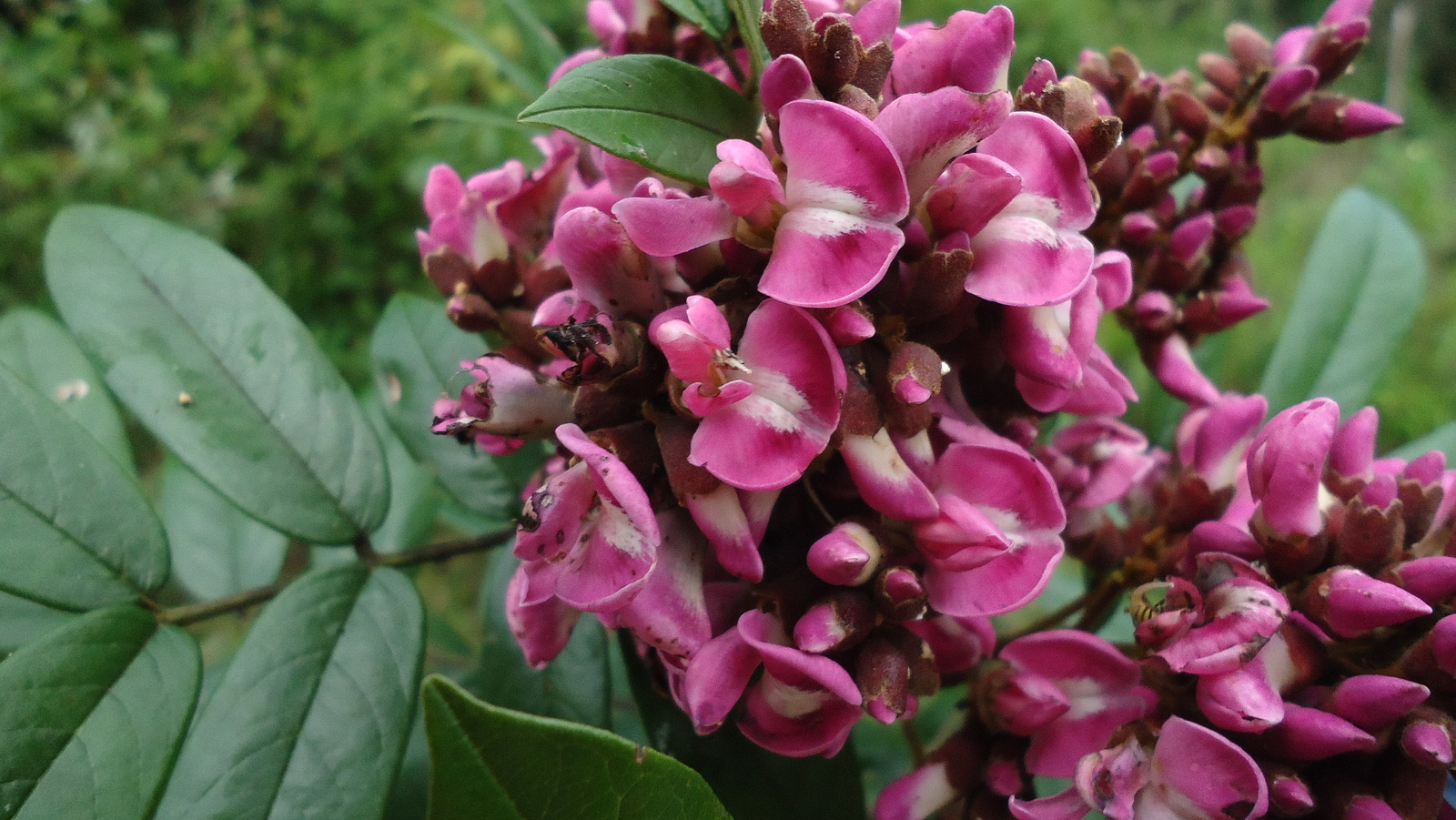
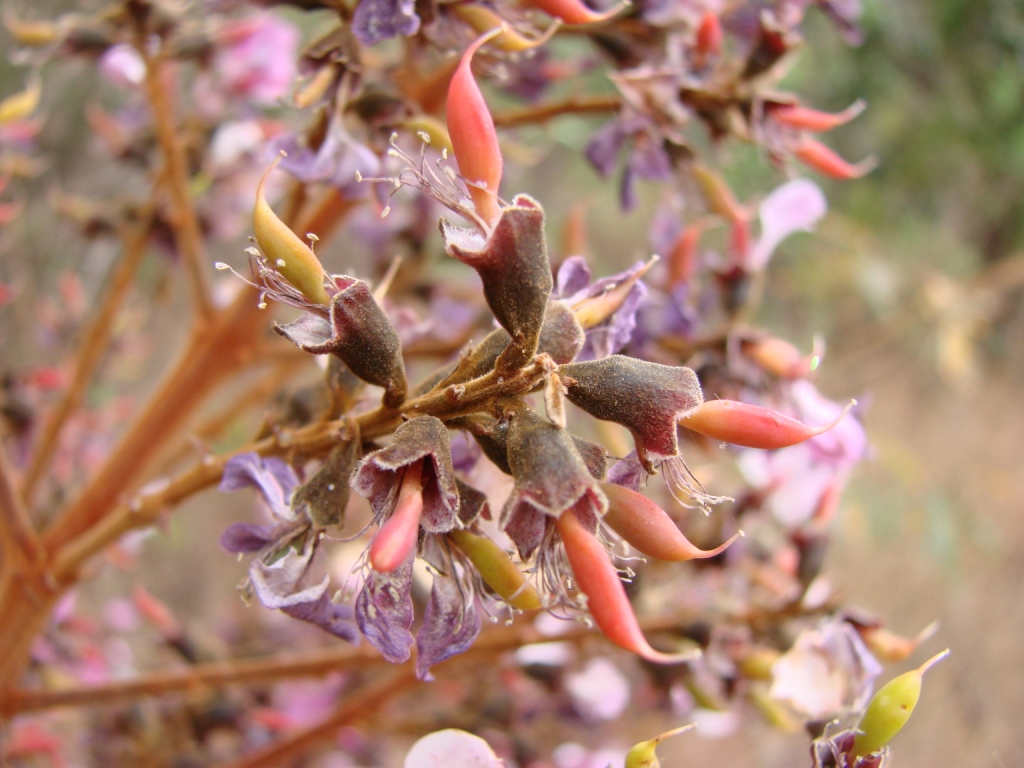
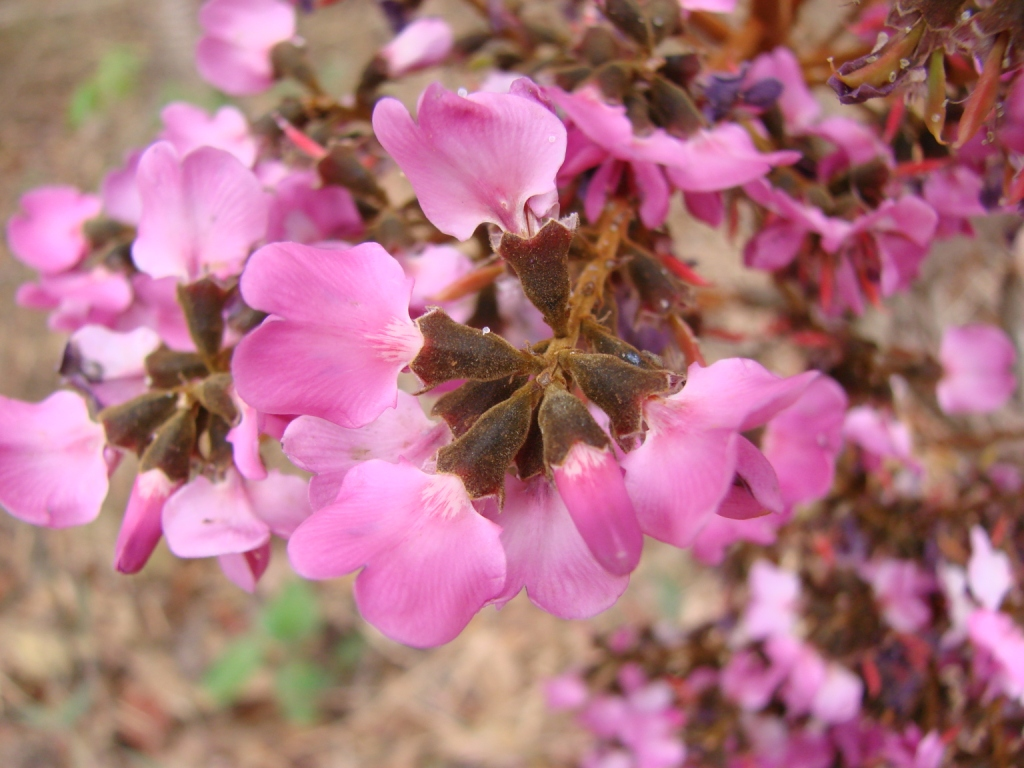
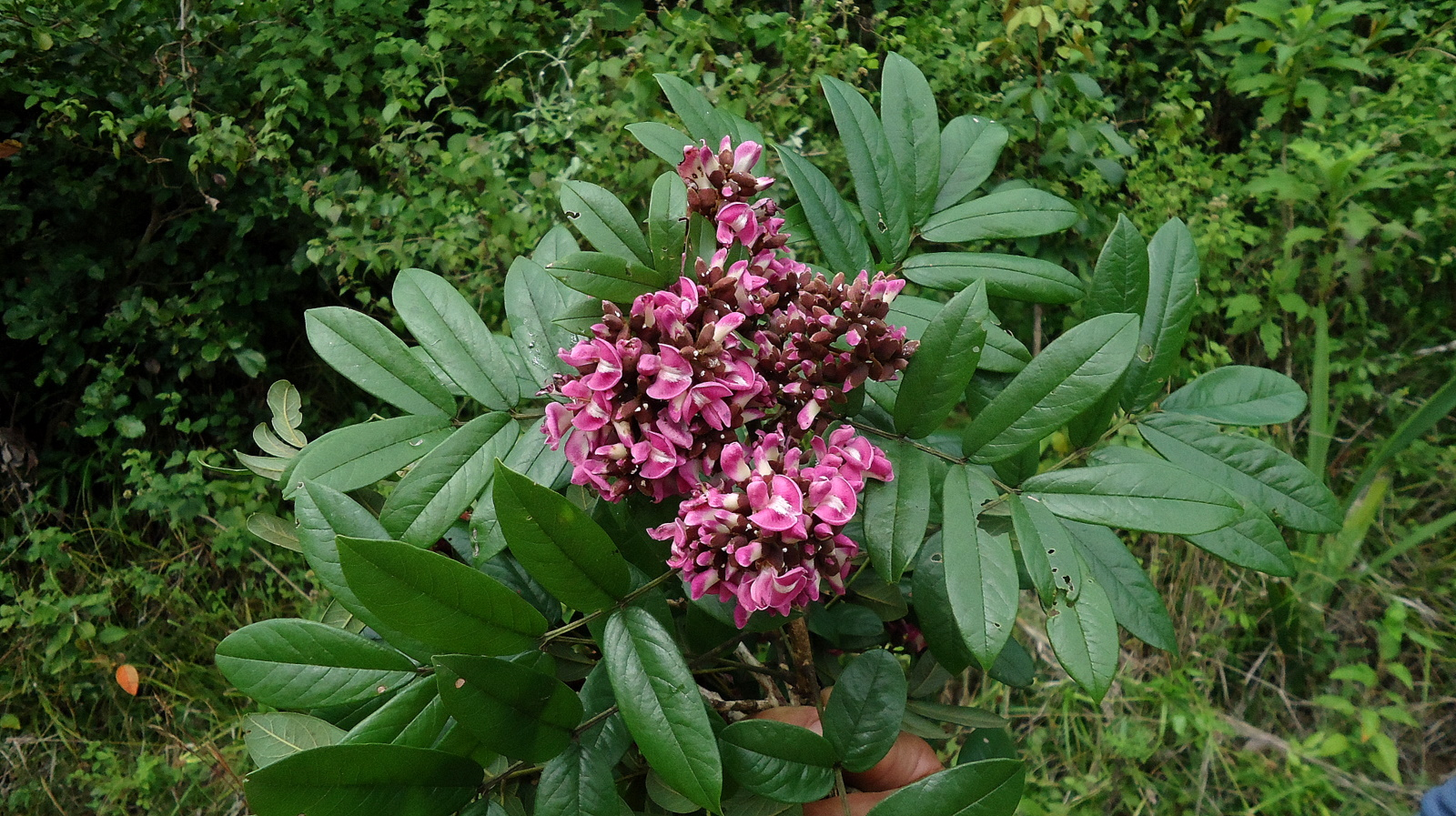

## Dottertaxa tillAndira, i alfabetisk ordning[1]
- Andira acuminata
- Andira anthelmia
- Andira bahiensis
- Andira carvalhoi
- Andira cordata
- Andira coriacea
- Andira cubensis
- Andira cuiabensis
- Andira fraxinifolia
- Andira frondosa
- Andira galeottiana
- Andira grandistipula
- Andira handroana
- Andira inermis
- Andira kuhlmannii
- Andira landroana
- Andira laurifolia
- Andira legalis
- Andira macrothyrsa
- Andira marauensis
- Andira micans
- Andira micrantha
- Andira multistipula
- Andira nitida
- Andira ormosioides
- Andira paniculata
- Andira parviflora
- Andira parvifolia
- Andira pernambucensis
- Andira pisonis
- Andira riparia
- Andira rosea
- Andira sapindoides
- Andira skolemora
- Andira spectabilis
- Andira spinulosa
- Andira surinamensis
- Andira trifoliolata
- Andira unifoliolata
- Andira vermifuga
- Andira villosa
- Andira zehntneri